# Копецкий, Властимил
Вла́стимил Ко́пецкий (чеш. Vlastimil Kopecký; 14 октября 1912, Вилемов (Край Высочина) — 31 июля 1967, Глинско) — чехословацкий футболист, полузащитник и нападающий.

## Карьера
Властимил Копецкий родился в Вилемове, Край Высочина, но когда ему было 10 лет, семья переехала в Винограды, где проживала на Луцбургской улице. Отец Властимила работал в издательстве Мазац, мать пела в хоре Хлахол. Именно мать пыталась дать сыновьям, старшему Мирославу и младшему (на 2 года) Властимилу, уроки музыки, обучая игре на фортепьяно. В то же время он начал играть в футбол. Первоначально мальчики из двора настороженно относились к Копецкому, часто его не брали в дворовые команды. Но когда ему на день рождения подарили настоящий кожаный мяч, что было редкостью в той среде, он уже мог сам выбырать, кто будет играть с ним в футбол. За это его прозвали «Король Властимил». В 14 лет его приняли в клуб «Рапид». В первом же матче, в котором он выступал за вторую команду, Копецкий забил гол. Годом позже его хотели взять в первую команду, но главный тренер молодёжи Брандыс был резко против, чтобы настолько молодой игрок выходи играть с взрослыми игроками. Спустя 2 года футболист перешёл в первую команду клуба. В апреле 1930 года интерес к Копецкому проявила «Славия», но нападающий отказался. Футболист желал завершить учёбу в бизнес-академии на улице Ресслове, к тому же отец Властимила был против перехода, считая его слишком маленьким.
Весной 1932 года Копецкий всё же перешёл в состав «Славии»; одновременно с ним в клуб прибыл Войтех Брадач. Он дебютировал в команде 1 апреля в матче с «Викторией» Пльзень, а неделю спустя забил первый гол, поразив ворота «Чехи Карлин». Игрок первоначально играл слева в полузащите, но позже был переведён в центр нападения, создав пару форвардов с Антонином Пучем. Позже игрок попеременно играл в центре и на левом фланге нападения. С 1937 года Пуча вытеснил из состава Йозеф Бицан. Годом позже клуб выиграл Кубок Митропы. Летом 1951 года Копецкий был участником матчей, в которых играли футболисты «Славии», «Спарты» и даже несколько хоккеистов. Эти игроки проводили показательные матчи в стране, зарабатывая деньги. После матча в Нови-Боре об этом написали местные журналисты, и игроки были исключены из рядов «Сокола», на тот момент единственной общенациональной спортивной организации в стране. Исключение в тот период жизни Чехословакии равнялось дисквалификации в спорте. Наибольшее наказание досталось Копецкому и Антонину Брадачу, отлучённых пожизненно. Такой суровый «приговор», а другие участники игры получили максимально год дисквалификации, состоялся из-за того, что и Копецкий, и Брадач были судьями на этой встрече. Всего за «Славию» Властимил провёл 325 матчей и забил 252 гола.
Несмотря на пожизненный статус «наказания», через некоторое время Властимил был реабилитирован. Он даже с 1952 года играл в футбол за клуб ЧАФК, где провёл два сезона. Одновременно он работал на разных предприятиях, включая должность специалиста по молниеотводам, водителя строительной техники и даже грузчиком на складе. В 1959 году он недолго был главным тренером «Славии». Затем он работал иллюстратором у Боривого Земана на Barrandov Studios. D 1960-х Копецкий начал работать в компании Энерговод, которая была покровительницей «Славии». В дальнейшем Властимил работал дальнобойщиком и продавцом. В последние годы жизни у Копецкого были проблемы с сердцем. 31 июля во время матча ветеранов «Славии», проходившего на серьёзной жаре в Глинско, Властимил на поле потерял сознание. Его отвезли на скорой помощи в больницу в сопровождении Франтишека Планички. По пути туда Копецкий скончался.
В 1932 году Копецкий дебютировал в составе сборной Чехословакии, однако первые годы не мог закрепиться в составе из-за конкуренции на левом фланге нападения с Олдржихом Неедлы. Два года спустя он поехал на чемпионат мира, где команда дошла до финала. Но игрок на турнире не выступал. В 1938 году Властимил поехал на свой второй чемпионат мира. На турнире о сыграл все три матча, а его национальная команда дошла до четвертьфинала. В нём чехословаки были вынуждены провести переигровку с командой Бразилии: после первой игры, завершившейся вничью 1:1, во второй бразильцы победили 2:1, а единственный мяч у Чехословакии забил именно Копецкий. В той же игре один из бразильских игроков сломал ему нос.

## Достижения
- Чемпион Чехословакии: 1932/1933, 1933/1934, 1934/1935, 1936/1937, 1939/1940, 1940/1941, 1941/1942, 1942/1943, 1946/1947
- Обладатель Кубка Митропы: 1938
- Обладатель Кубка Чехословакии: 1940/1941, 1941/1942, 1944/1945

## Статистика выступлений

### Клубная карьера
| Клуб              | Сезон            | Лига | Лига | Кубки | Кубки | Кубок Митропы | Кубок Митропы | Итого | Итого |
| Клуб              | Сезон            | Игры | Голы | Игры  | Голы  | Игры          | Голы          | Игры  | Голы  |
| ----------------- | ---------------- | ---- | ---- | ----- | ----- | ------------- | ------------- | ----- | ----- |
| Рапид (Винограды) | 1931/32          | 5    | 5    | 1     | 3     | 0             | 0             | 6     | 8     |
| Рапид (Винограды) | Итого            | 5    | 5    | 1     | 3     | 0             | 0             | 6     | 8     |
| Славия (Прага)    | 1931/32          | 0    | 0    | 1+    | 1+    | 4             | 3             | 5+    | 4+    |
| Славия (Прага)    | 1932/33          | 18   | 10   | 1+    | 1+    | 2             | 2             | 21+   | 23+   |
| Славия (Прага)    | 1933/34          | 15   | 14   | 1+    | 1+    | 1             | 0             | 17+   | 15+   |
| Славия (Прага)    | 1934/35          | 16   | 11   | 1+    | 1+    | 5             | 3             | 22+   | 15+   |
| Славия (Прага)    | 1935/36          | 25   | 18   | 3+    | 1+    | 4             | 1             | 32+   | 20+   |
| Славия (Прага)    | 1936/37          | 21   | 26   | 1+    | ?     | 2             | 0             | 24+   | 26+   |
| Славия (Прага)    | 1937/38          | 18   | 9    | -     | -     | 8             | 1             | 26    | 10    |
| Славия (Прага)    | 1938/39          | 21   | 24   | -     | -     | 2             | 0             | 23    | 24    |
| Славия (Прага)    | 1939/40          | 22   | 24   | 1+    | 1+    | 0             | 0             | 23+   | 25+   |
| Славия (Прага)    | 1940/41          | 22   | 21   | 8+    | 14+   | -             | -             | 30+   | 35+   |
| Славия (Прага)    | 1941/42          | 16   | 17   | 6+    | 10+   | -             | -             | 22+   | 27+   |
| Славия (Прага)    | 1942/43          | 17   | 14   | 1+    | 1+    | -             | -             | 18+   | 15+   |
| Славия (Прага)    | 1943/44          | 20   | 20   | ?     | ?     | -             | -             | 20+   | 20+   |
| Славия (Прага)    | 1945/46          | 17   | 10   | 3+    | ?     | -             | -             | 20+   | 10+   |
| Славия (Прага)    | 1946/47          | 14   | 6    | -     | -     | -             | -             | 14    | 6     |
| Славия (Прага)    | 1947/48          | 9    | 2    | ?     | ?     | -             | -             | 9+    | 2+    |
| Славия (Прага)    | 1948             | 11   | 5    | -     | -     | -             | -             | 11    | 5     |
| Славия (Прага)    | 1949             | 23   | 5    | -     | -     | -             | -             | 23    | 5     |
| Славия (Прага)    | 1950             | 19   | 5    | -     | -     | -             | -             | 19    | 5     |
| Славия (Прага)    | Итого            | 324  | 251  | 27+   | 31+   | 28            | 10            | 379+  | 292+  |
| Всего за карьеру  | Всего за карьеру | 329  | 256  | 28+   | 34+   | 28            | 10            | 385+  | 300+  |

### Выступления за сборную
| Матчи Властимила Копецкого за сборную Чехословакии | Матчи Властимила Копецкого за сборную Чехословакии | Матчи Властимила Копецкого за сборную Чехословакии | Матчи Властимила Копецкого за сборную Чехословакии | Матчи Властимила Копецкого за сборную Чехословакии | Матчи Властимила Копецкого за сборную Чехословакии | Матчи Властимила Копецкого за сборную Чехословакии |
| -------------------------------------------------- | -------------------------------------------------- | -------------------------------------------------- | -------------------------------------------------- | -------------------------------------------------- | -------------------------------------------------- | -------------------------------------------------- |
| №                                                  | Дата                                               | Место проведения                                   | Оппонент                                           | Счёт                                               | Голы                                               | Турнир                                             |
| 1                                                  | 17 апреля 1932                                     | Цюрих                                              | Швейцария                                          | 1:5                                                | —                                                  | Кубок Центральной Европы                           |
| 2                                                  | 18 сентября 1932                                   | Будапешт                                           | Венгрия                                            | 1:2                                                | —                                                  | Кубок Центральной Европы                           |
| 3                                                  | 19 марта 1933                                      | Будапешт                                           | Венгрия                                            | 0:2                                                | —                                                  | Товарищеский матч                                  |
| 4                                                  | 29 апреля 1934                                     | Прага                                              | Венгрия                                            | 2:2                                                | —                                                  | Кубок Центральной Европы                           |
| 5                                                  | 26 мая 1935                                        | Дрезден                                            | Германия                                           | 1:2                                                | —                                                  | Товарищеский матч                                  |
| 6                                                  | 18 октября 1936                                    | Прага                                              | Венгрия                                            | 5:2                                                | 1                                                  | Кубок Центральной Европы                           |
| 7                                                  | 21 февраля 1937                                    | Прага                                              | Швейцария                                          | 5:3                                                | 2                                                  | Кубок Центральной Европы                           |
| 8                                                  | 18 апреля 1937                                     | Бухарест                                           | Румыния                                            | 1:1                                                | —                                                  | Кубок Центральной Антанты                          |
| 9                                                  | 15 мая 1937                                        | Прага                                              | Шотландия                                          | 1:3                                                | —                                                  | Товарищеский матч                                  |
| 10                                                 | 10 октября 1937                                    | Прага                                              | Латвия                                             | 4:0                                                | —                                                  | Товарищеский матч                                  |
| 11                                                 | 24 октября 1937                                    | Прага                                              | Австрия                                            | 2:1                                                | —                                                  | Кубок Центральной Европы                           |
| 12                                                 | 7 ноября 1937                                      | София                                              | Болгария                                           | 1:1                                                | —                                                  | Квалификация чемпионата мира                       |
| 13                                                 | 18 мая 1938                                        | Прага                                              | Ирландия                                           | 2:2                                                | —                                                  | Товарищеский матч                                  |
| 14                                                 | 5 июня 1938                                        | Гавр                                               | Нидерланды                                         | 3:0                                                | —                                                  | Чемпионат мира                                     |
| 15                                                 | 12 июня 1938                                       | Бордо                                              | Бразилия                                           | 1:1                                                | —                                                  | Чемпионат мира                                     |
| 16                                                 | 14 июня 1938                                       | Бордо                                              | Бразилия                                           | 2:1                                                | 1                                                  | Чемпионат мира                                     |
| 17                                                 | 7 августа 1938                                     | Стокгольм                                          | Швеция                                             | 6:2                                                | —                                                  | Товарищеский матч                                  |
| 18                                                 | 28 августа 1938                                    | Загреб                                             | Югославия                                          | 3:1                                                | —                                                  | Кубок Центральной Антанты                          |
| 19                                                 | 4 декабря 1938                                     | Прага                                              | Румыния                                            | 6:2                                                | 1                                                  | Товарищеский матч                                  |
| 20                                                 | 9 мая 1946                                         | Прага                                              | Югославия                                          | 0:2                                                | —                                                  | Товарищеский матч                                  |
| 21                                                 | 20 июня 1947                                       | Копенгаген                                         | Дания                                              | 2:2                                                | —                                                  | Товарищеский матч                                  |
| 22                                                 | 31 августа 1947                                    | Прага                                              | Польша                                             | 6:3                                                | —                                                  | Товарищеский матч                                  |
| 23                                                 | 29 августа 1948                                    | София                                              | Болгария                                           | 1:0                                                | —                                                  | Товарищеский матч                                  |

## Личная жизнь
Копецкий был женат. Его дочь — Даниэла Купкова. Лучшим другом Властимила был Йозеф Бицан, его партнёр по команде.